# Tyrus Wong
Tyrus Wong (Guangdong, 25 oktober 1910 – Los Angeles, 30 december 2016), geboren als Wong Gen Yeo, was een Chinees-Amerikaanse animatietekenaar, landschapsschilder, illustrator en vliegerbouwer. Hij is vooral bekend als ontwerper van de landschaps- en woudachtergronden uit de animatiefilm Bambi uit 1942, die gebaseerd zijn op de landschapsschilderijen uit de Chinese Song-dynastie (960-1279 n.Chr.).

## Levensloop

### Jeugd
Wong werd op 25 oktober 1910 geboren in Guangdong. Als kind ontwikkelde hij al een liefde voor tekenen en werd hierin aangemoedigd door zijn vader. Als tienjarige arriveerde Wong op 30 december 1920 met zijn vader op het immigratiestation op Angel Island aan de Amerikaanse westkust. Zijn moeder, die hij nooit meer terug zou zien, en zijn zusje bleven in China.
Op 27 januari 1921 werd hij onder de naam Look Tai Yow toegelaten tot de VS. De twee laatste onderdelen van die naam veramerikaniseerde hij tot Tyrus. De twee vestigden zich in Sacramento. Wong volgde een tekenopleiding en werkte van 1936 tot 1938 als vervaardiger van schilderijen in openbare gebouwen. In 1937 begon hij bij Disney.

### Bambi
In 1938 haalde Wong het werk aan de Disneyfilm Bambi uit de impasse waarin men verzeild was geraakt toen de barokke, gedetailleerde stijl van de achtergronden die zo goed had gewerkt bij Sneeuwwitje niet bleek te voldoen: de herten en andere dieren waarom het verhaal draait, bleken door de achtergrond te worden gecamoufleerd. Wong kwam met een op de landschapsschilderijen uit de Song-dynastie gebaseerde stijl, waarbij waterverf en pasteltinten voor een sfeervol en lyrisch decor zorgden, sober en overdadig tegelijk. Walt Disney zelf was er gek van en zag er het mysterie van het oerwoud in weergegeven.
Anders dan zijn antieke voorbeelden, die met schakeringen van inkt werkten, gebruikte Wong kleur. De suggestie dat de toeschouwer aanwezig is bij de actie, zoals de scène waarin de dieren vluchten voor een bosbrand, wordt gezien als een belangrijke kwaliteit van zijn werk.
Wong werd de hoofdontwerper van de film. Niet alleen kwamen alle tekenaars bij hem voor advies, ook inspireerde hij de muziek en de speciale effecten. Wong besteedde twee jaar aan het tekenwerk voor de film, dat elk aspect van Bambi doordrong, zoals de mistige landschappen waarin de dieren als silhouet zijn afgebeeld.

### Verdere loopbaan
In 1941 werd Wong ontslagen. De tekenaars van Disney waren in staking gegaan en hoewel Wong niet meedeed werd hij niet ontzien. Van 1942 tot zijn pensionering in 1968 werkte hij bij Warner Brothers, waar hij de vormgeving van onder meer de films Rebel Without a Cause uit 1955 en de western The Wild Bunch uit 1969 inspireerde.
In 1946 werd hij tot Amerikaan genaturaliseerd. Na zijn pensionering ontwierp en bouwde hij in zijn woonplaats Sunland in Californië spectaculaire vliegers, van vlinders tot vliegers die eruitzagen als een zwerm uilen. Zijn kerstkaart en serviesgoed met Aziatische patronen zijn verzamelobjecten.
Wong had drie dochters en twee kleinkinderen.

## Erkenning
Wong was al in de negentig toen hij erkenning kreeg voor zijn baanbrekende werk aan Bambi. Behalve de Tweede Wereldoorlog heeft ook de felle rassendiscriminatie hem tegengewerkt. In 2001 verleende de Walt Disney Company hem de titel Disney Legend, die het bedrijf heeft ingesteld voor medewerkers met buitengewone verdiensten. In 2015 was hij onderwerp van de documentaire Tyrus van Pamela Tom.

## Bron
- Margalit Fox, Tyrus Wong, 'Bambi' Artist Thwarted by Racial Bias, Dies at 106, The New York Times, 30 december 2016.
- Daniel McDermot, 'How "Bambi" Got Its Look From 1,000 Years Old Chinese Art.' The New York Times, 5 januari 2017, online.

- Gemeinsame Normdatei: 1182579752
- International Standard Name Identifier: 0000 0003 8594 4379
- Library of Congress Control Number: n96054918
- SNAC: w6bg3c3s
- Union List of Artist Names: 500119115
- Virtual International Authority File: 96562904
- WorldCat: E39PBJymycPG74Q47T9pFBGWDq